# Neumático de banda blanca

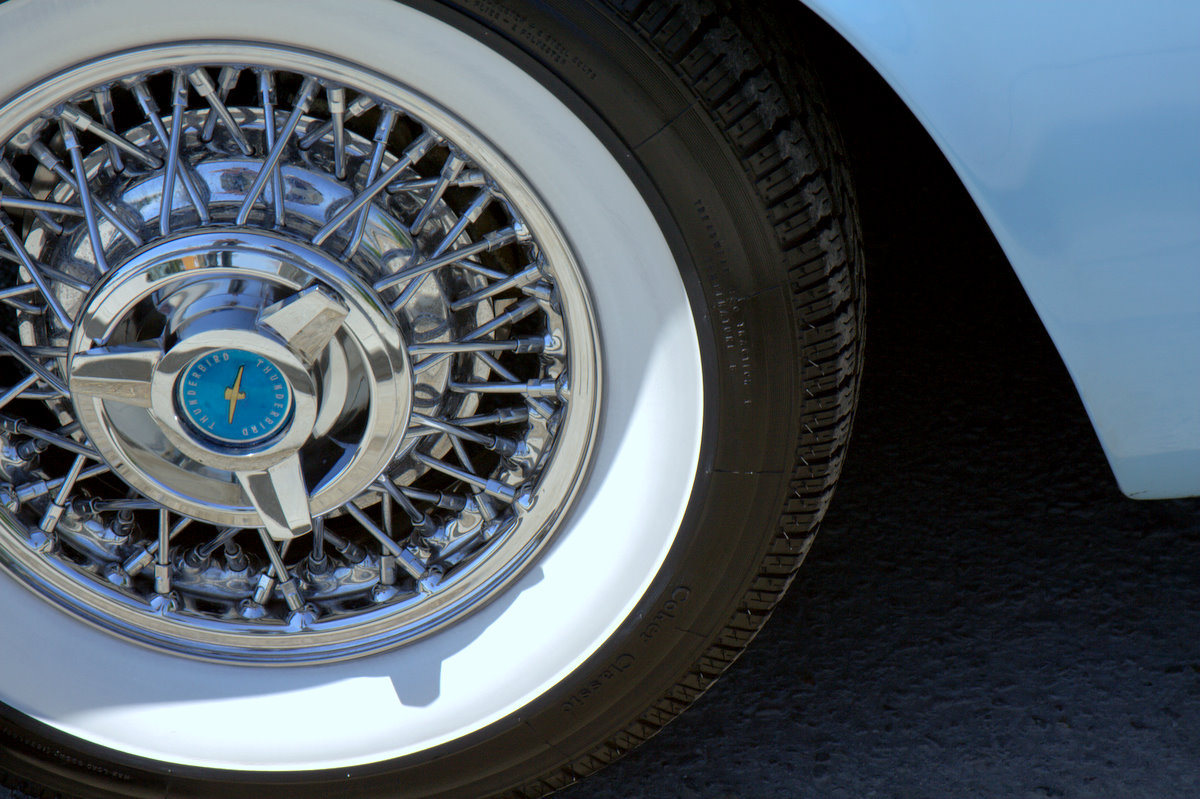
Neumático radial de banda blanca Coker Classic en un Ford Thunderbird de 1957

Un neumático de banda blanca es un tipo de neumático que posee una pared lateral de color blanco. Se utilizaron con frecuencia desde principios de los años 1900 hasta mediados de la década de 1970, aunque con posterioridad prácticamente han dejado de emplearse. 

## Antecedentes
El uso de neumáticos con una pared exterior de caucho blanco se remonta a una pequeña empresa de Chicago llamada Vogue Tyre and Rubber Co, que los fabricó para sus carruajes tirados por caballos en 1914.
Los primeros neumáticos de automóviles estaban hechos de caucho natural puro con varios productos químicos mezclados en los compuestos de la banda de rodadura para mejorar su resistencia al desgaste. El mejor de estos compuestos era el óxido de zinc, una sustancia blanca pura que aumentaba la tracción y también blanqueaba todo el neumático. Sin embargo, la goma blanca no disponía de la suficiente resistencia para la banda de rodadura, por lo que se le agregó a esta negro de carbón para aumentar considerablemente su vida útil. El uso de negro de carbón solo en la banda de rodadura produjo neumáticos con paredes laterales internas y externas de caucho blanco. Más adelante, se comenzó a comercializar neumáticos completamente negros, y las paredes laterales blancas todavía existentes se cubrieron con una capa delgada de goma de color negro. Si un neumático de flanco negro se frotaba severamente contra un bordillo, se revelaría la goma blanca subyacente. De manera similar, así se fabrican los neumáticos con letras blancas en bajorrelieve.

## Características
Los neumáticos de banda blanca originalmente gozaban de menor prestigio que los enteramente negros, y cuando estos estuvieron disponibles por primera vez, se instalaron comúnmente en muchos automóviles de lujo durante la década de 1930. A finales de la década de 1920, las paredes blancas relucientes que contrastaban con elementos más oscuros se consideraban una característica elegante, pero que exigía un alto mantenimiento. A pesar de ello, la popularidad de las ruedas de banda blanca como opción estética aumentó durante la década de 1930. El 6 de abril de 1934, Ford introdujo neumáticos de banda blanca como una opción por 11,25 dólares adicionales en todos sus coches nuevos. Pero los diseños de automóviles de línea aerodinámica con ruedas carenadas en muchos casos, alejaron el interés visual de las paredes de los neumáticos.

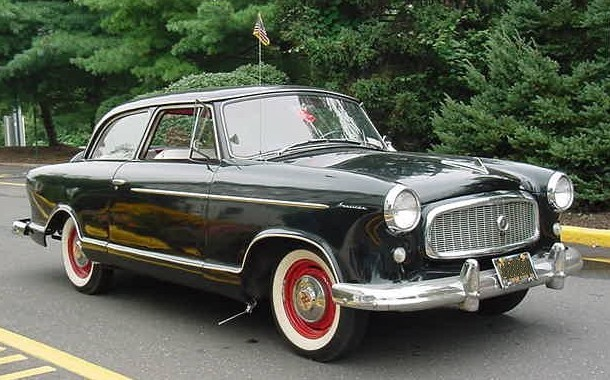
1950s Rambler American con un accesorio "palpador de aceras" clásico

La disponibilidad de neumáticos de banda blanca estuvo limitada en los EE. UU. durante la escasez de suministro de materias primas durante la Segunda Guerra Mundial y durante la Guerra de Corea.
Los neumáticos anchos de banda blanca alcanzaron su máxima popularidad a principios de la década de 1950. El Cadillac Eldorado de 1957 se equipó con neumáticos de banda blanca, que se redujo a una franja de 1" de ancho, dejando un área negra entre la franja y el borde más alejado del centro de la rueda. El ancho de la franja blanca comenzó a disminuir como un intento de reducir la altura percibida de la rueda/neumático. Durante la década, las alturas de vehículos cada vez más bajas estaban de moda. Durante la década de 1950, los guardabarros carenados tendieron a cubrir los neumáticos de pared blanca.
Las bandas blancas anchas generalmente cayeron en desuso en los EE. UU. a partir de los modelos de 1962. Continuaron como una opción en el Lincoln Continental durante algún tiempo desde entonces, pero los diseños más comunes incorporaban franjas más estrechas, de entre 3/4 y 1 pulgada (1,9 y 2,5 cm). A mediados de la década de 1960, comenzaron a aparecer variaciones en la franja blanca, y se ofreció una combinación de franjas rojas/blancas en los Thunderbird y en otros Ford de gama alta, y se ofrecieron variaciones con franjas blancas triples en los Cadillac, Lincoln e Imperial. Los neumáticos de banda blanca fueron una opción popular en los automóviles nuevos durante las décadas de 1950 y 1960. En algunos casos, disponer de ruedas de banda blanca era "imprescindible" para obtener el aspecto correcto en un automóvil; y para aquellos que no podían pagar el precio de una rueda de franja blanca auténtica, se podían instalar complementos sobre el borde de la rueda que podían desprenderse si la presión era demasiado alta.
Los neumáticos nuevos se envolvían en papel para su envío, para mantener limpia la franja blanca y para evitar que el negro de otras llantas rozara el lado de la pared blanca. Mantener la pared lateral limpia era un problema, por lo que algunos automovilistas añadieron un accesorio denominado "palpadores de aceras", colocados en la parte inferior de los pasos de rueda para ayudar a reducir el raspado de la banda blanca contra los bordillos.
En 1968, los neumáticos de banda blanca ancha ya no estaban disponibles en el Chevrolet Corvette, siendo reemplazados por cubiertas F70x15 con trama de cable de nailon de capas diagonales y rayas finas, ya fuera una raya estrecha blanca o roja.
La pared blanca de un solo lado siguió siendo una opción deseable durante la década de 1970, convirtiéndose en un sello distintivo del "lujo tradicional". Los neumáticos radiales fabricados por Vogue Tyre presentaban una pared blanca estrecha con una delgada línea dorada situada hacia el borde del neumático. La mayoría de las veces se instalaron en automóviles de lujo.

## Automóviles modernos
Las paredes blancas anchas en toda regla han regresado a las tendencias de la cultura automovilística. El resurgimiento de los tradicionales vehículos hot rod, custom, retro, lowrider y coches restaurados también ha contribuido al resurgimiento de los neumáticos de banda blanca.
Aunque las paredes blancas anchas son prácticamente inexistentes como una opción de serie en los automóviles modernos, todavía se fabrican en forma radial o diagonal original por puntos de venta especializados, como Coker Tire y Vogue Tyre. El último coche disponible en el Reino Unido con neumáticos de banda blanca fue el SAIPA Saba. Algunas empresas fabrican insertos para dotar de una pared blanca ancha a un neumático negro, los llamados insertos "Portawall", que generalmente se venden a través de las empresas dedicadas a la restauración de automóviles como el Volkswagen Escarabajo. Otra aportación moderna son las calcomanías de neumático, que se pueden aplicar a una cubierta normal para darle el aspecto de un lateral blanco.
Las tendencias modernas hacia un estilo más minimalista y las ruedas grandes que favorecen los neumáticos de perfil muy bajo dejan poco espacio para una pared blanca. El Lincoln Town Car continuó ofreciéndose con una opción de pared blanca de fábrica, una franja blanca estrecha, hasta su cancelación en 2010. Actualmente, ningún fabricante de automóviles ofrece las bandas blancas como una opción de fábrica, pero es posible pedirlas para motocicletas (como por ejemplo, la Indian Chief desde 2014).

## Galería

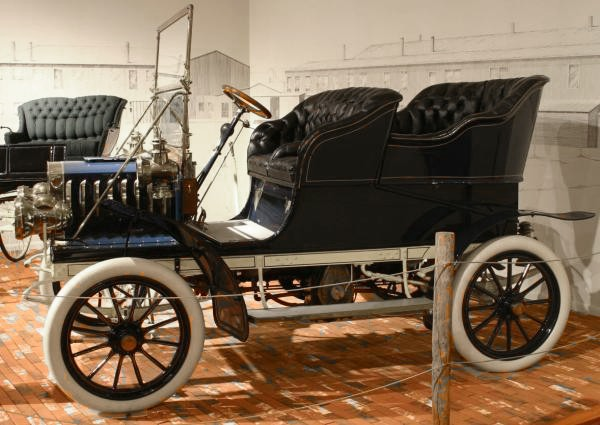
Auburn con todos los neumáticos de goma blancos (1904)
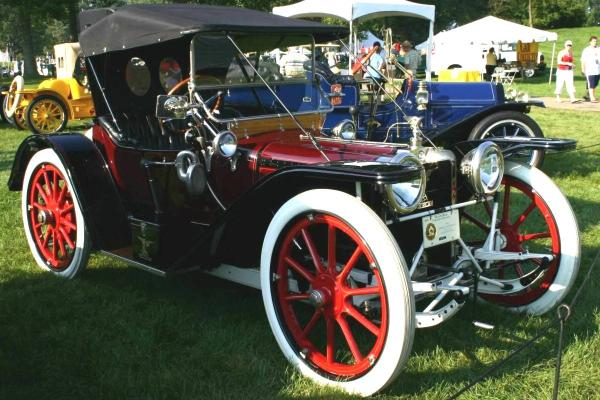
American Underslung con todos los neumáticos blancos (1913)
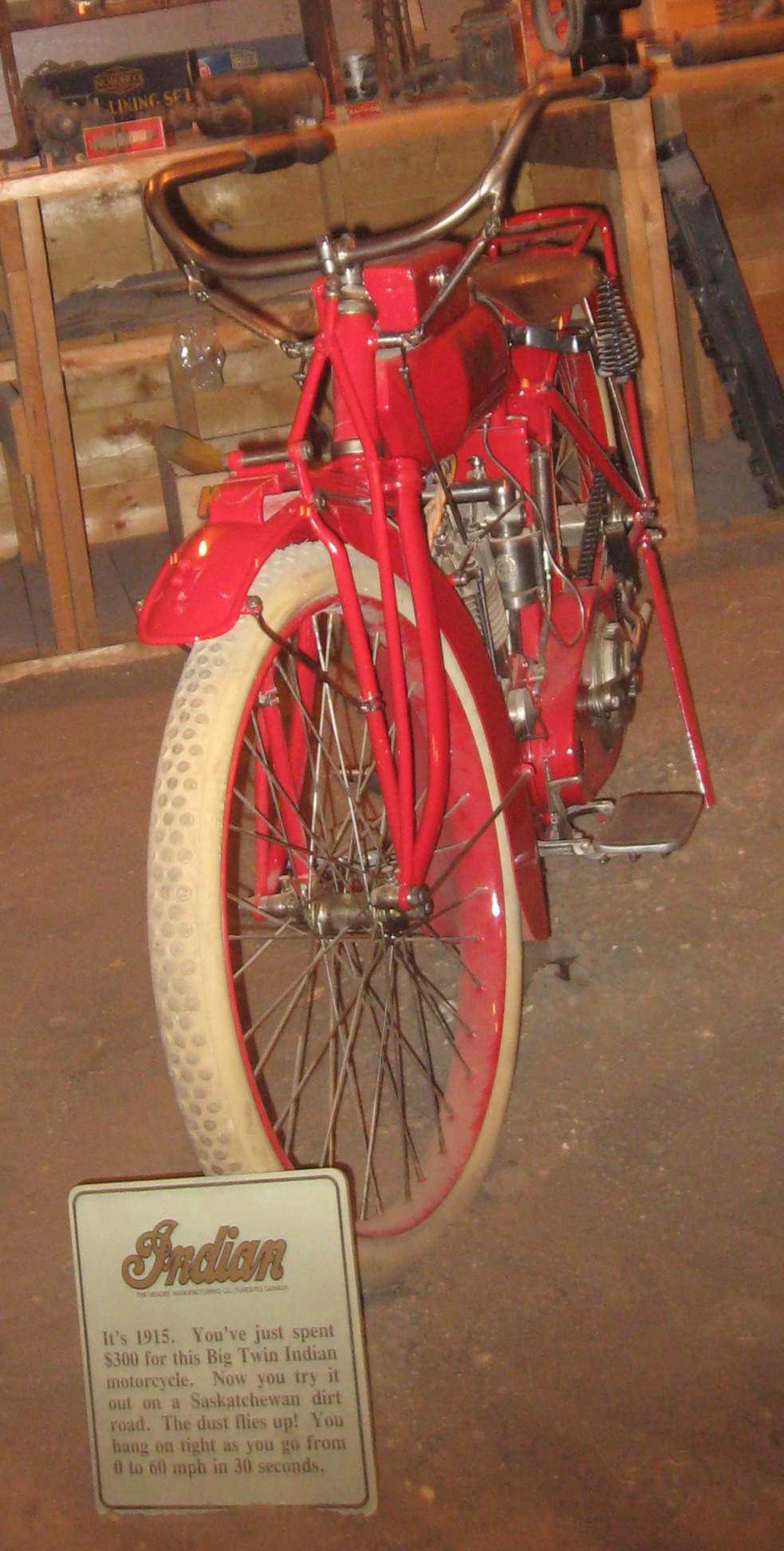
Indian Big Twin con neumáticos de goma blancos estándar (1915)
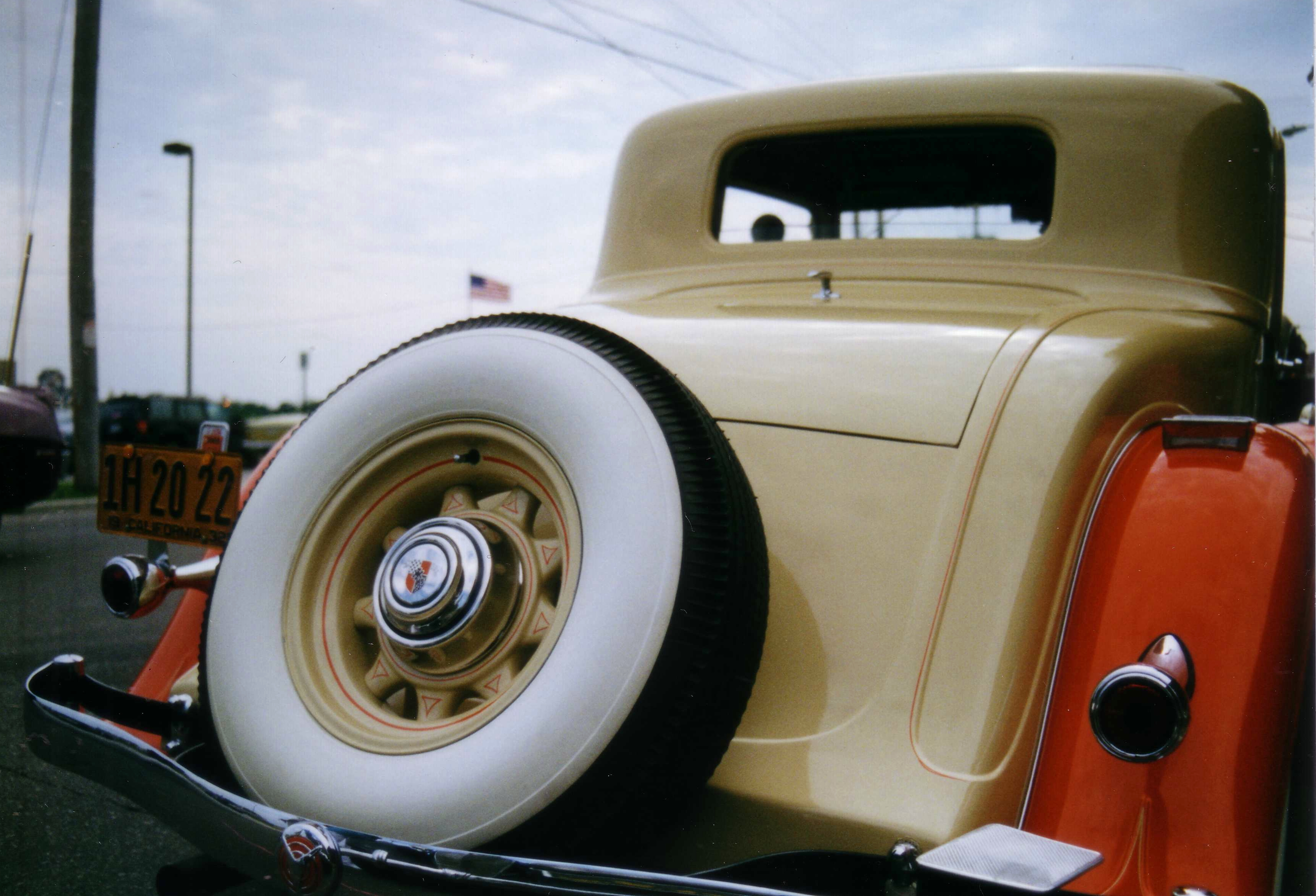
Repuesto Firestone Deluxe Champion Whitewall (con banda blanca gruesa) en un Nash Cupé de 1932
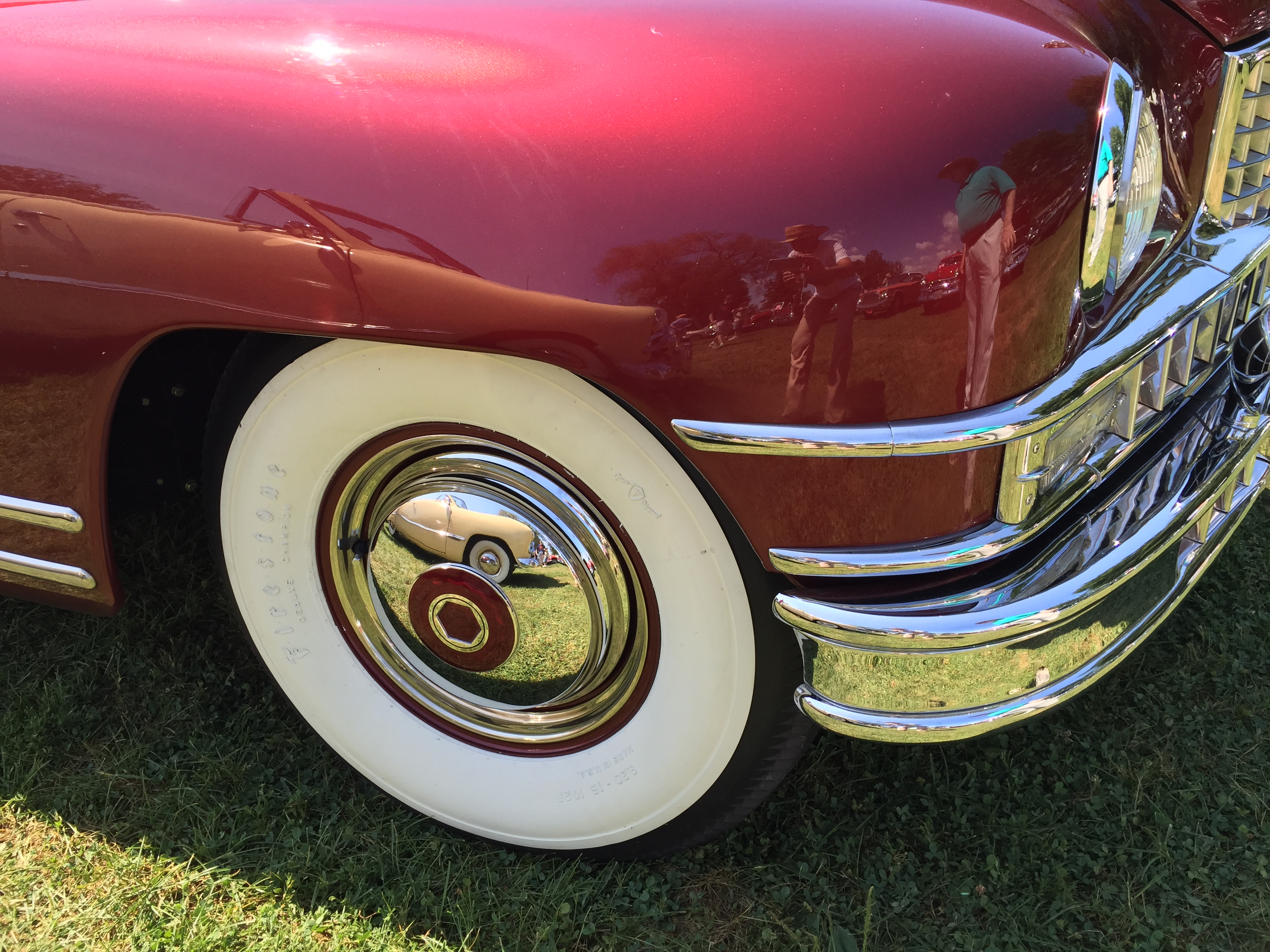
Los neumáticos de paredes blancas anchas eran populares en los automóviles premium
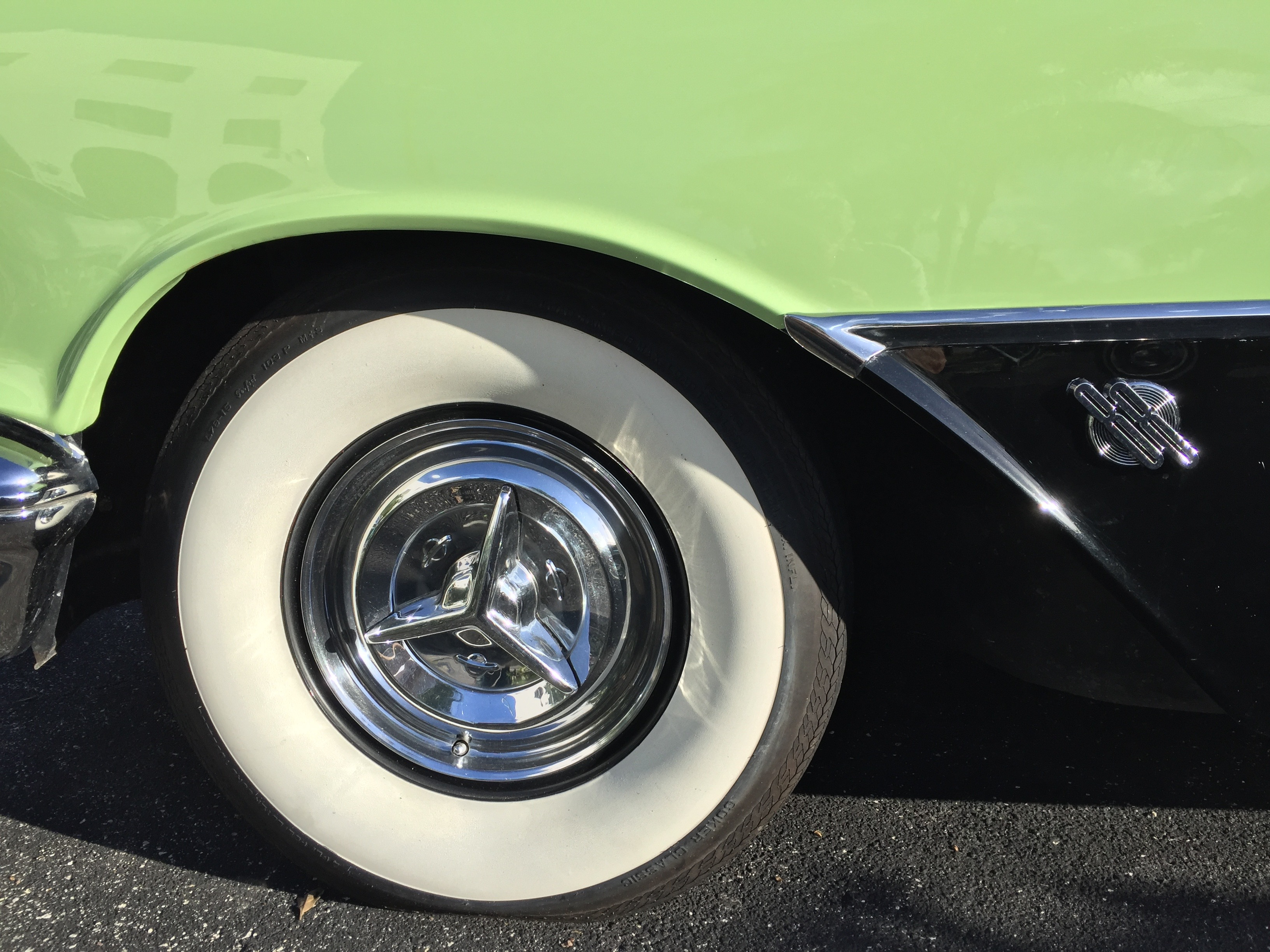
Oldsmobile 88 con neumáticos de banda blanca Coker Classic (1956)
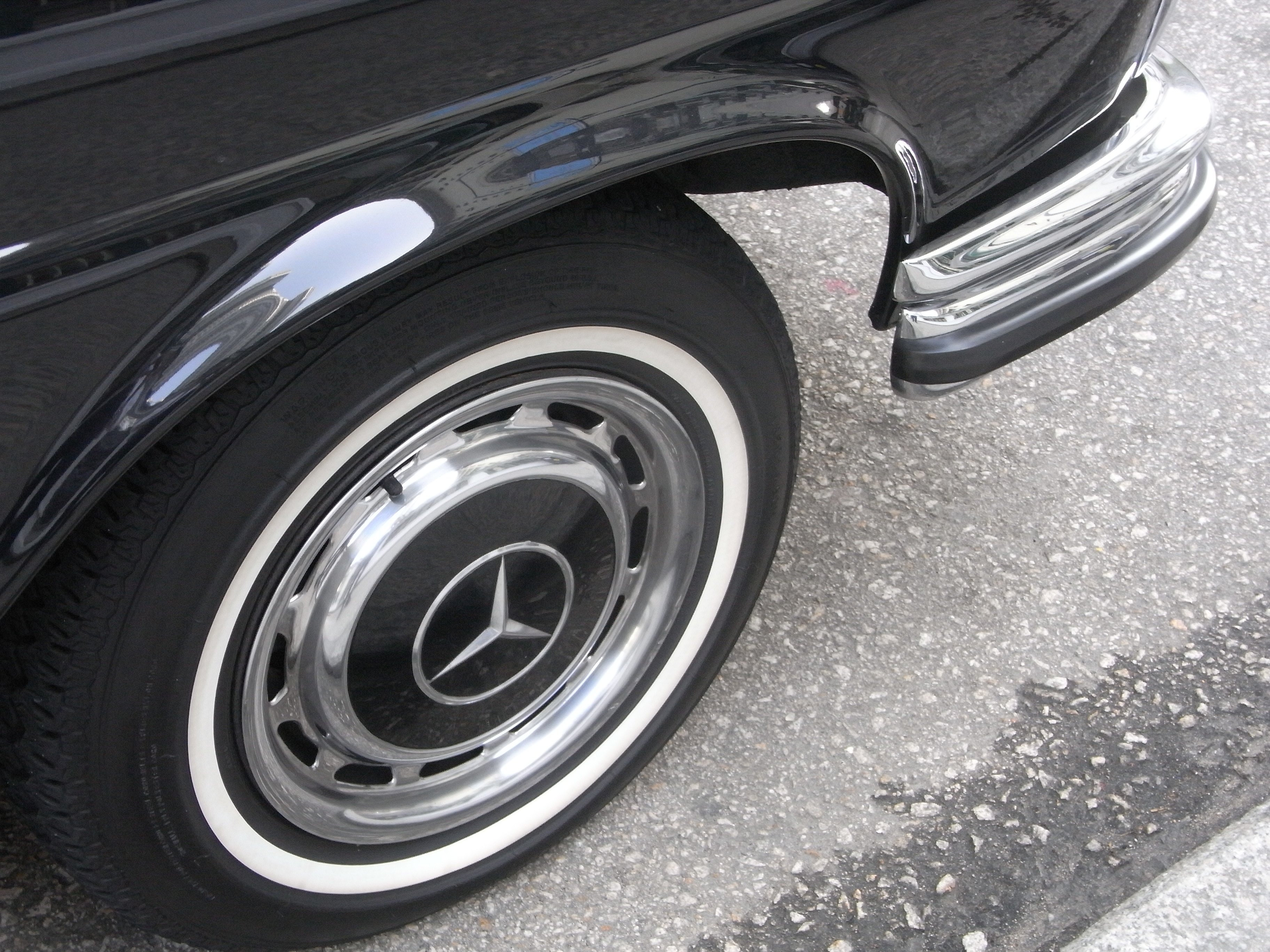
Las franjas blancas en los neumáticos se hicieron más estrechas a medida que avanzaba la década de 1960.
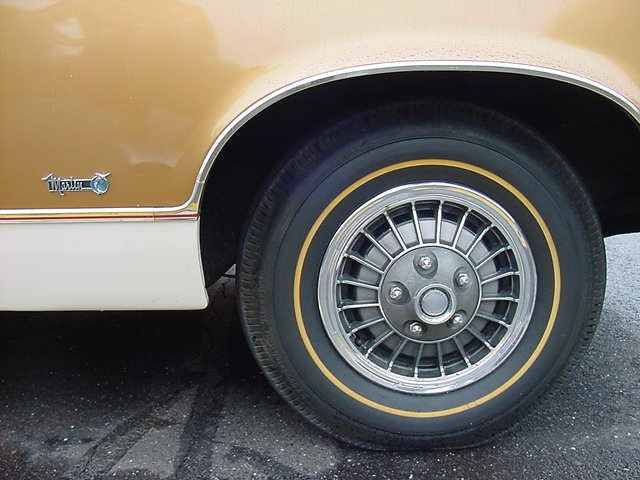
Neumáticos con franjas doradas estrechas de la década de 1960
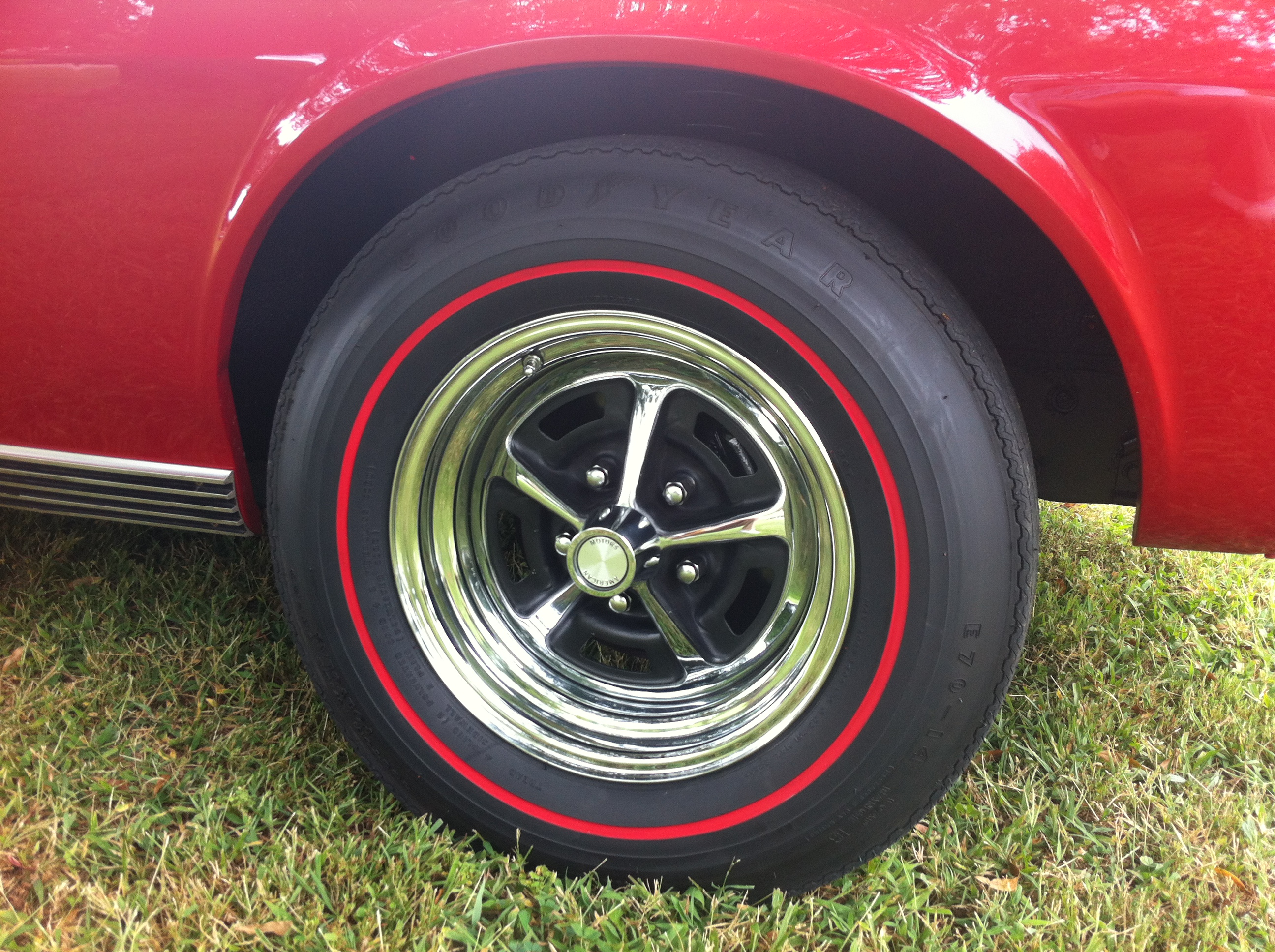
Los neumáticos Redline se instalaron comúnmente en autos de alto rendimiento a fines de la década de 1960
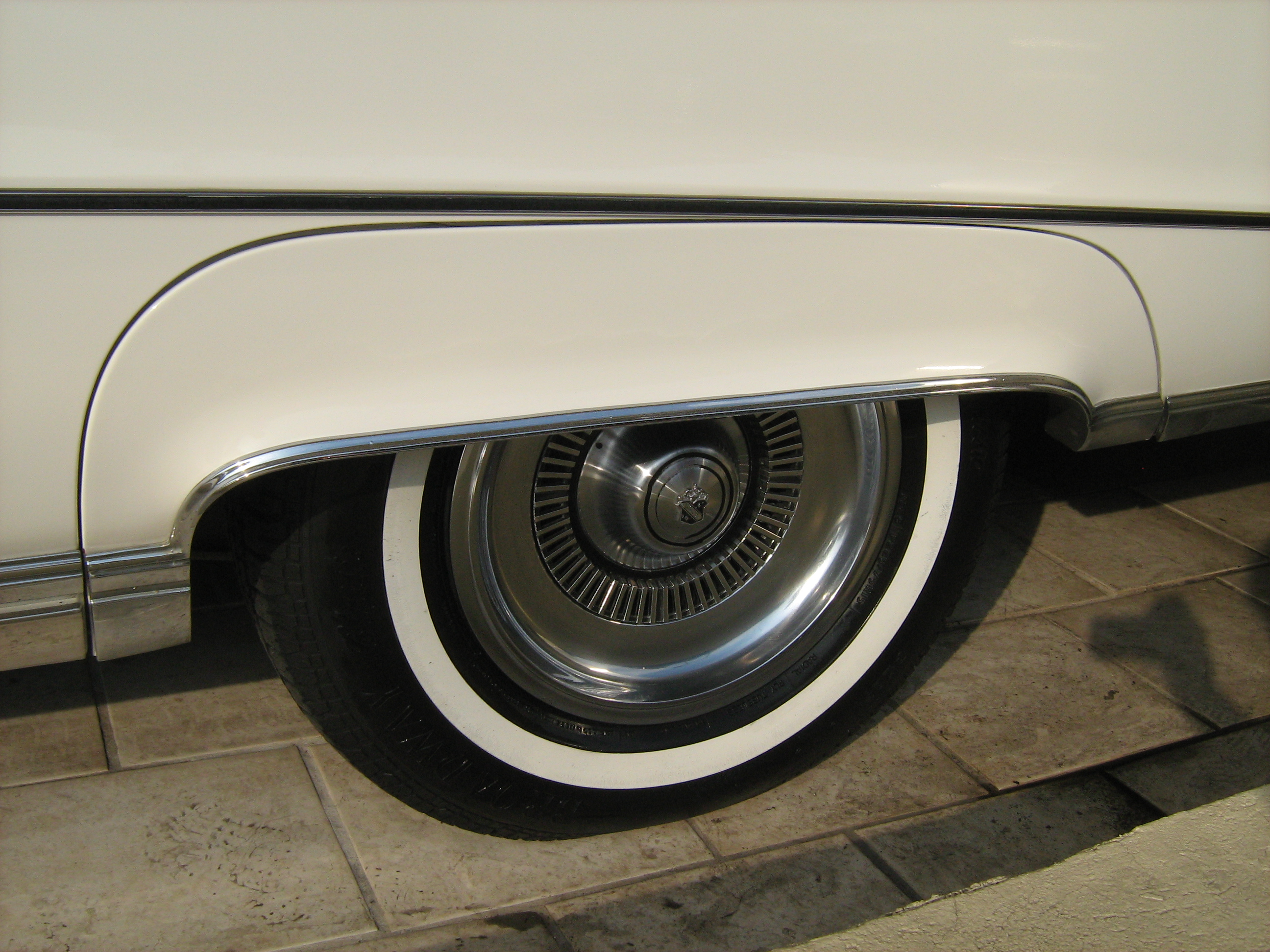
Buick Electra con una raya blanca, parcialmente cubierta por un guardabarros carenado
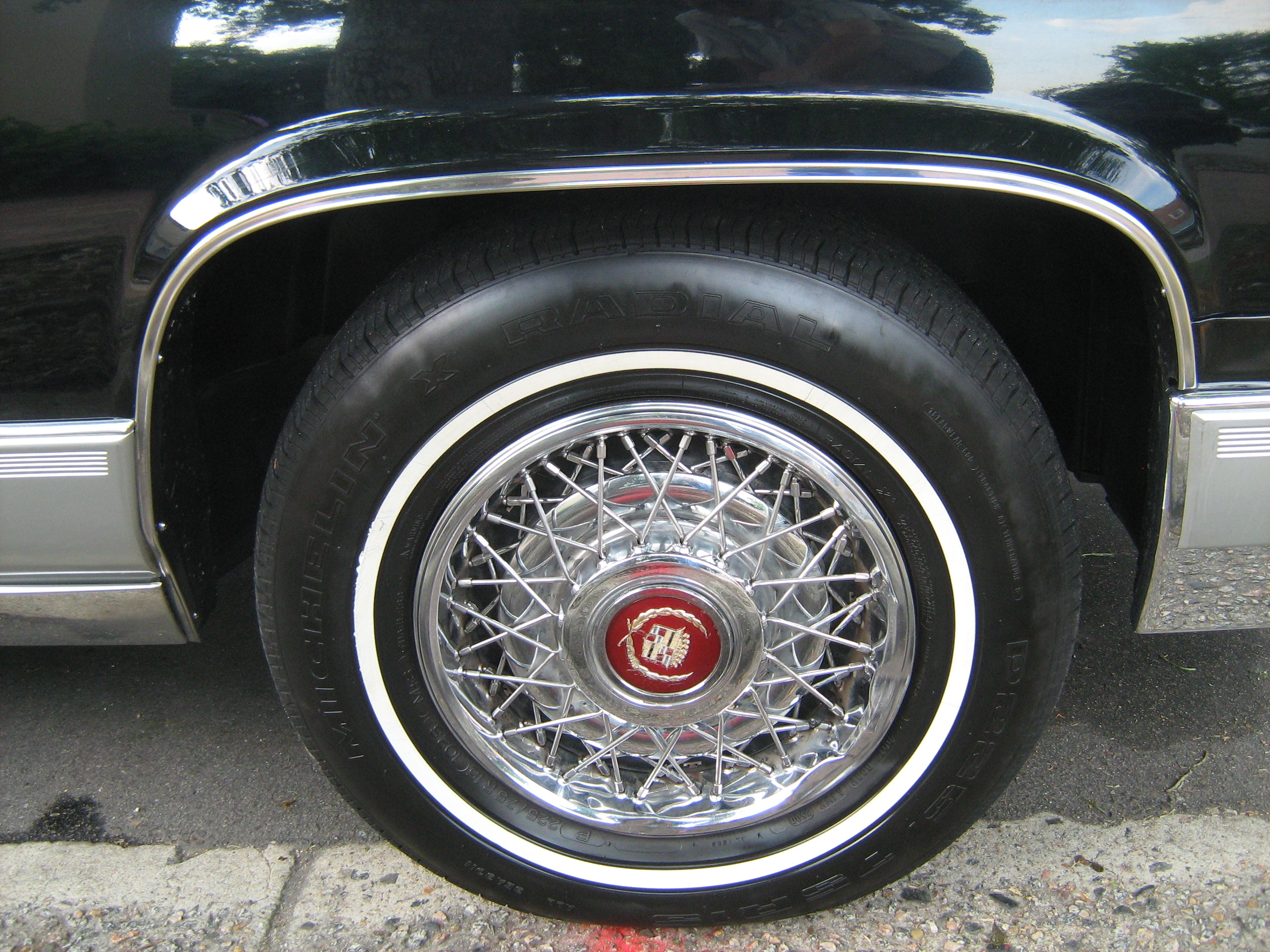
Los neumáticos de pared blanca con franjas estrechas eran comunes durante la década de 1970 y hasta principios de la de 1980. Algunos fabricantes de automóviles de lujo todavía los ofrecían a fines de la década de 1990
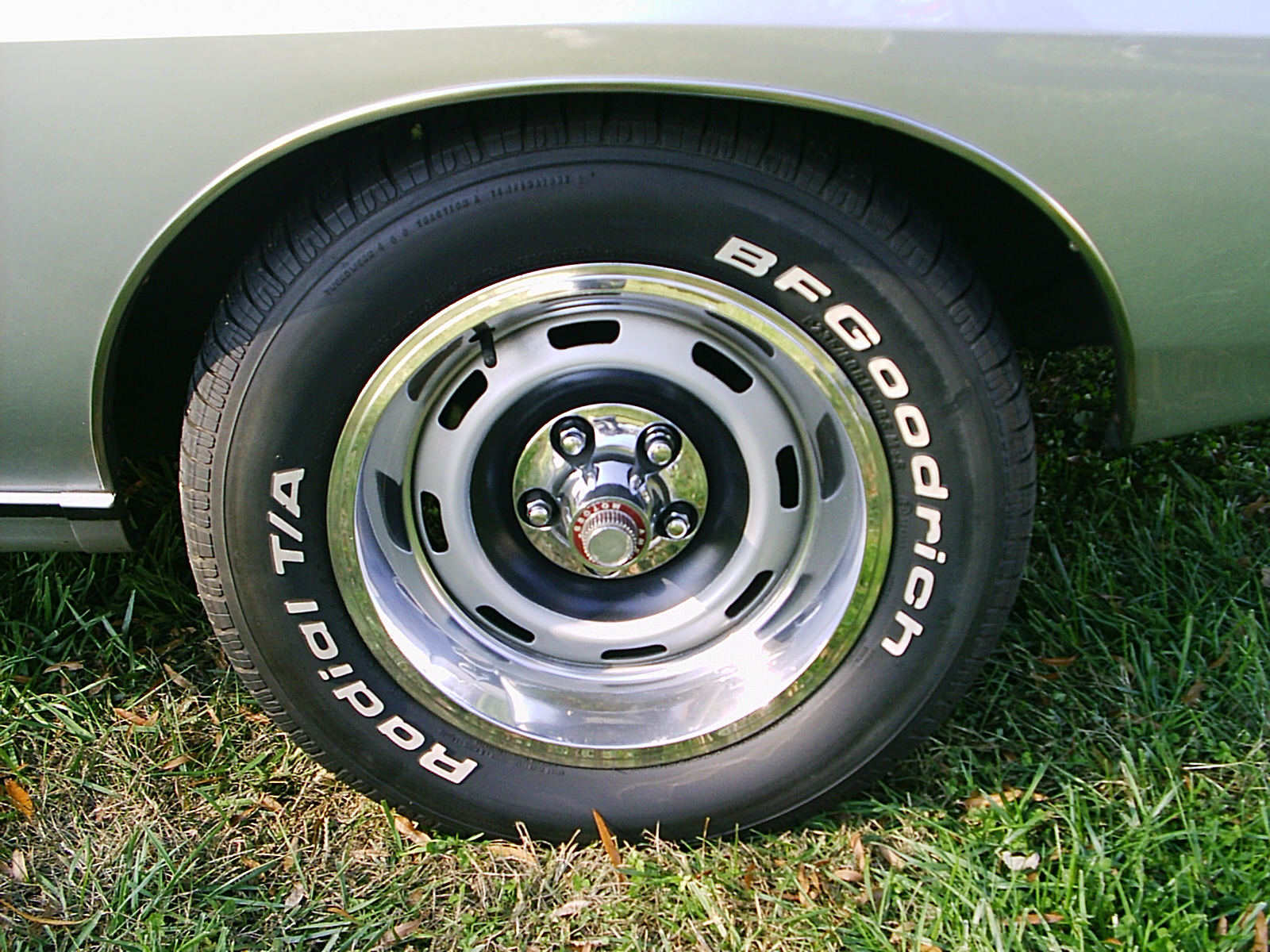
Una variación con letras blancas en la pared lateral que se encuentran en los neumáticos de los muscle car, que todavía se utilizan en los SUV modernos